# Don’t Forget to Remember / Massachusetts
A Don’t Forget To Remember / Massachusetts a brit Bee Gees együttes 1974-es kislemeze, amely két számot tartalmazott: a Massachusetts című szám 1967-ben, a Don’t Forget to Remember 1969-ben jelent meg először.

## Közreműködők
- Barry Gibb – ének, gitár
- Robin Gibb – ének, orgona
- Maurice Gibb – ének,  gitár, zongora
- Vince Melouney – gitár
- Colin Petersen – dob
- stúdiózenekar Bill Shepherd vezényletével

## A lemez dalai
- Don’t Forget to Remember  (Barry és Maurice Gibb) (1969), stereo 3:27, ének: Barry Gibb
- Massachusetts  (Barry, Robin és Maurice Gibb) (1967), mono 2:19, ének: Barry Gibb, Robin Gibb

## Top 10 helyezés
- Don’t Forget to Remember: 1.: Hollandia, Új-Zéland, Írország, Dél-afrikai Köztársaság, 2.: Egyesült Királyság, Norvégia, Chile, 9.: Németország, 10.: Ausztrália
- Massachusetts:  1.: Egyesült Királyság, Németország, Hollandia, Ausztrália, Új-Zéland, Kanada, Dél-afrikai Köztársaság, Norvégia, Chile, Japán, Malajzia, Ausztria, Svédország